# Undrop
Undrop fou un grup de música indie rock espanyol format originalment per dos germans suecs, Tomas i Steffan Rundquist, i l'avilès Antonio Crespo.
El seu major èxit i one-hit wonder va ser el tema «Train», que pertanyia al seu primer disc, que esdevingué molt popular l'estiu de 1998 en aparèixer en una campanya publicitària de Pepsi.

## Història
Abans de la formació del grup, els seus components tingueren experiències musicals prèvies. Els germans Tomas i Steffan Rundquist, de Suècia, crearen la seva pròpia banda i realitzaren actuacions per Europa, Estats Units, Índia, Mèxic i Guatemala on van contactar amb l'estil de vida dels New Age travellers, Hippies i hare krishnas. Es definiren com a seguidors del moviment straight edge, o per tant no consumidors d'alcohol ni de cap mena de drogues, ser vegetarians, practicants de ioga i d'inspirar-se en la cultura de l'antiga Índia.A més Steffan Rundquist era campió d'Europa de skateboard el 1985. Per la seva part, Antonio Crespo començà a tocar el baix elèctric en una orquestra d'Àvila, i col·laborà amb diversos grups a Madrid per després tornar al seu poble. Crespo va conèixer els germans Rundquist el 1994, quan va anar a veure'ls en un dels seus concerts, i col·laborà amb ells en la formació d'Undrop.
El 1997, la banda se n'anà a Suècia durant sis mesos per editar un projecte que poguessin presentar a les discogràfiques. En aquells temps el seu mànager va aconseguir un contracte amb Subterfuge Records i, per tant, tornaren a Espanya per gravar el seu primer àlbum The Crossing (1998), amb la producció de Gugu Martínez i marcat per diversos estils com el reggae o la música índia. El seu senzill de llançament fou «Train», que es va fer molt popular quan fou seleccionat per Pepsi per una campanya publicitària a nivell estatal que anomenaren "GeneratioNext Music", i fins i tot assolí el número u a la llista de Los 40 Principales a mitjans d'agost. Aquella campanya de Pepsi edità també un àlbum de música que va incloure també a grups com Dover amb la cançó "Devil came to me" o Fresones Rebeldes amb "Al Amanecer" o Marilyn Manson amb "The beatiful people”, entre d'altres.
Undrop va fitxar per la discogràfica Columbia Records per gravar el seu segon àlbum Boomerang (1999), d'estil molt similar al seu debut i amb un estil més positivista, que no va tenir la repercussió esperada. El grup decidí marxar al segell independent Locomotive Records per editar el seu tercer treball Uprooted (2001), en el que comptaren amb la col·laboració d'artistes com Amparo Sánchez d'Amparanoia. La banda es va dissoldre un any després però tornà el 2008 amb un treball autoeditat, Party: the album, ja fora del circuit comercial. A la formació s'hi sumà Luzma, la dona de Tomas.
Al marge d'Undrop, els seus components han seguit vinculats a la música a través de diversos projectes, com grups alternatius (Dhira, Cows In Love, Bluemor Blaze) o fins i tot la composició d'algun tema (Me encanta bailar de Innata) per a la pre-selecció espanyola a Eurovisió 2008. Tomas "Tirtha" Rundquist és membre de Macaco, banda liderada per Daniel Carbonell.

## Discografia
Maquetes
- "Sk8 Or Die" - 1993 (maqueta/cassette) (Onedrop) Gravat a: Hernani/Gaztetxea/España
- "Carne?" - 1994 (maqueta/cassette) (Onedrop) Gravat a: Mombeltran/España
- "Positive" - 1994 (maqueta/cassette) (Onedrop) Gravat a: Mombeltran/España
- "Milk" - 1996 (maqueta/cassette) (Onedrop) Gravat a: Mombeltran/España
- Undrop-Undrop - 1997 (maqueta/cassette) i CD single. Gravat a: Malmö/Helsingborg/Fredriksdahl/Suecia

Àlbums d'estudi
- The Crossing - 1998 (Subterfuge Records) Gravat a: Madrid/España
- Boomerang - 1999 (Columbia Records)Gravat a: Madrid/España
- Uprooted - 2001 (Locomotive Music) Gravat a: Madrid/España
- Party: the album - 2008 (autoedició) Recording location: Brihuega /Spain & Lövgärdet, Göteborg/Suecia

Compilacions
- GenerationNext Music By Pepsi - 1998 Gravat a: Madrid/España[5]

Singles
- Train - 1998 (Subterfuge Records) Gravat a: Madrid/España[8]